# Gyula Lázár
Gyula Lázár (24 de janeiro de 1911 - 27 de fevereiro de 1983) foi um futebolista húngaro. 

## Carreira
Gyula Lázár fez parte do elenco da Seleção Húngara de Futebol das Copas do Mundo de 1934 e 1938. Ele fez apenas uma partida em 1934, e jogou as quatro partidas em 1938, incluindo a derrota na final para a Itália por 4-2.

## Ligações Externas
- Perfil em Fifa.com (em inglês)